# Bruno Schulz
Bruno Schulz (Drohobych, Ucrânia, 12 de Julho de 1892 – íbib., 19 de Novembro de 1942) foi um novelista e pintor polonês de religião judia, reconhecido como um dos expoentes da prosa polonesa do século XX.
Schulz nasceu em Drohobycz (hoje Drohobych), que então era parte da província da Galícia no Império Austro-Húngaro. Muito jovem interessou-se pela pintura, e acabou por estudar arquitetura na universidade de Lwów e Belas Artes em Viena. Ensinou desenho na cidade natal, onde o seu pai, Jacob Schulz, vendia roupa.
O autor alimentou a sua extraordinária imaginação com uma variedade de identidades e nacionalidades: um judeu polonês que falava iídiche, polonês e alemão. Ainda assim, não tinha nada de cosmopolita nele; o seu génio alimentava-se no local e o étnico. Poucas vezes deixou a sua cidade natal, e a sua vida adulta foi a de um eremita.
Schulz fez-se escritor por acaso, depois de algumas cartas que escreveu a um amigo nas quais dava conta, de modo muito original, da sua vida solitária e de detalhes das vidas dos seus conterrâneos. Isto chamou a atenção do novelista Zofia Nałkowska. Animou Schulz a publicá-las como relatos curtos de ficção, e assim As lojas de canela (Sklepy Cynamonowe) foi publicado em 1934, ao qual lhe seguiu Sanatório baixo a Clepsidra três anos depois. Ainda que Schulz falavao o alemão e o iídiche, escrevia os seus relatos em polonês. Também traduziu O Processo de Kafka ao polonês em 1936. Em 1938 a Academia Polonesa de Literatura concedeu-lhe o prestigioso Laurel de Ouro.
O estalar da II Guerra Mundial em 1939 tomou Schulz vivendo em Drohobycz, que estava ocupada pela União Soviética. Há informações de que estava a trabalhar numa novela chamada O Messias, mas não há rasto deste manuscrito. Depois da invasão alemã da União Soviética foi forçado, por ser judeu, a viver no gueto de Drohobycz, mas alguns relatos dizem que estava "protegido" por um oficial da Gestapo que admirava os seus desenhos. Durante as últimas semanas da sua vida pintou um mural em sua casa de Drohobycz no estilo que o identifica. Pouco depois de acabar o trabalho, foi fuzilado por um oficial alemão, rival do seu protetor, e o seu mural escondido.
Foi publicada uma nova edição dos relatos de Schulz em 1957, que teve tradução ao francês, alemão e posteriormente ao inglês, e o seu trabalho foi redescoberto por uma nova geração.
A obra de Schulz serviu de germen para dois filmes: Sanatorium pod Klepsydrą, uma adaptação polaca das suas histórias; e A rua dos crocodilos (Ulica Krokodyli) (1986) de Stephen e Timothy Quay.
Em 2001, permitiu-se a representantes da Yad Vashem de Israel a ir a Drohobycz para examinar o seu mural final. Ao cabo de três dias tiraram cinco secções do mural, levando-as para Jerusalém, alegadamente, sem permissão da Ucrânia para o fazer.

## Obras
- Lojas de canela (1933)
- Sanatório sob o signo de clepsidra